# Odysseas Elytis

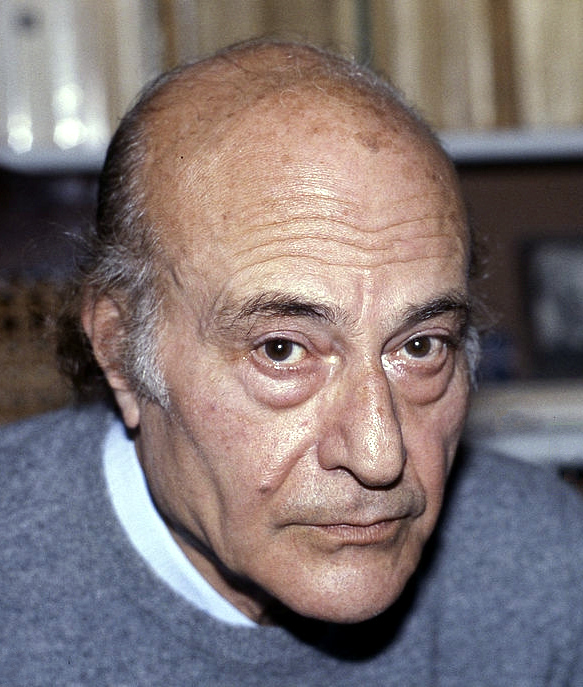
Odysseas Elytis, 1974

Odysseas Elytis (griechisch Οδυσσέας Ελύτης, eigentlich griechisch Οδυσσέας Αλεπουδέλης Odysseas Alepoudelis; * 2. November 1911 in Iraklio auf Kreta; † 18. März 1996 in Athen) war ein griechischer Dichter, Maler und Literaturnobelpreisträger.

## Leben
Elytis’ Familie, die ursprünglich aus Lesbos stammte, zog 1914 nach Athen, wo er 1930 ein Jurastudium an der Universität Athen aufnahm. Später unterbrach er jedoch sein Studium, um sich ganz seinen literarischen und künstlerischen Interessen zuzuwenden. In dieser Zeit lernte Elytis unter anderem den Dichter Andreas Embirikos kennen, einen der ersten Verteidiger des Surrealismus in Griechenland. Zwischen den beiden entstand eine feste Männerfreundschaft.
Im Jahr 1935 veröffentlichte er seine ersten Gedichte in der Zeitschrift Néa Grámmata („Neue Literatur“) und nahm auch im selben Jahr – mit Collagen – an der ersten internationalen Surrealismus-Ausstellung in Athen teil. In den nächsten Jahren folgten die Veröffentlichung von Prosanatolismí („Orientierungen“) in Makedonikés iméres („Makedonische Tage“), die 1939 als Buch unter dem Titel I klepsýdres tou agnóstou („Sanduhr des Unbekannten“) erschien, gefolgt von Ílios o prótos („Sonne, die Erste“). Elytis wurde so zu einem der wichtigsten Vertreter der Generation der 30er-Jahre. Im Zweiten Weltkrieg war Elytis ein Verfechter der griechischen Unabhängigkeit und nahm am griechischen Widerstandskampf teil. Er schrieb damals das Werk Ásma iroikó ke pénthimo giá ton chaméno anthipolochagó tis Alvanías („Heroischer und elegischer Gesang für den Leutnant, der im Albanienfeldzug verloren ging“).
Nach dem Krieg wurde Elytis zunächst Programmleiter im griechischen Rundfunk und veröffentlichte in dieser Zeit außer Literatur- und Kunstkritiken nur wenig. Die 1948 begonnene hymnische Dichtung To áxion estí, die allgemein als sein Hauptwerk gilt, erschien so erst 1959. Sie wurde von Mikis Theodorakis als Volksoratorium Axion esti bearbeitet. Elytis hielt sich eine Zeit lang im Ausland auf, beispielsweise 1948–1952 in Paris. Dort schloss er Freundschaft mit Dichtern wie André Breton, Paul Éluard, René Char, Pierre Jean Jouve und Henri Michaux, aber auch mit Künstlern wie Matisse, Pablo Picasso und Alberto Giacometti.
In den fruchtbaren Jahren zwischen 1960 und 1980 veröffentlichte Elytis eine Vielzahl von Gedichtsammlungen und Dichtungen. Im Jahr 1979 wurde Elytis der Nobelpreis für Literatur verliehen.

## Werke
Gedichte
- 1940 griechisch Προσανατολισμοί (Prosanatolismí, „Orientierungen“)
- 1943 griechisch Ηλιος ο πρώτος, παραλλαγές πάνω σε μιαν αχτίδα (Ílios o prótos, „Sonne, die Erste“)
- 1945 griechisch Άσμα ηρωικό και πένθιμο για το χαμένο ανθυπολοχαγό της Αλβανίας (Ásma iroikó ke pénthimo giá ton chaméno anthipolochagó tis Alvanías, „Heroischer und elegischer Gesang für den Leutnant, der im Albanienfeldzug verloren ging“)
- 1959 griechisch Το Άξιον Εστί (To Axion esti, „Gepriesen sei“)
- 1960 griechisch Έξι και μία τύψεις για τον ουρανό (Éxi ke mía típsis giá ton uranó, „Sechs und ein Gewissensbiss für den Himmel“)
- 1971 griechisch Το φωτόδεντρο και Η δέκατη τέταρτη ομορφιά („Der Lichtbaum und die vierzehnte Schönheit“)
- 1971 griechisch Ο ήλιος ο ηλιάτορας (O ílios o iliátoras, „Herrscherin Sonne“)
- 1972 griechisch Το μονόγραμμα (To Monógramma, „Monogramm“)
- 1972 griechisch Τα ρώ του έρωτα (Ta ro tou érota, „Die Rhos des Eros“)
- 1974 griechisch Τα Ετεροθαλή („Die Halbgeschwister“)
- 1977 griechisch Σηματολόγιον („Das Signalbuch“)
- 1978 griechisch Μαρία Νεφέλη („María Neféli“)
- 1982 griechisch Τρία ποιήματα με σημαία ευκαιρίας („Drei Gedichte unter Billigflagge“)
- 1984 griechisch Ημερολόγιο ενός αθέατου Απριλίου („Tagebuch eines nichtgesehenen April“)
- 1985 griechisch Ο Μικρός Ναυτίλος („Der kleine Matrose“)
- 1991 griechisch Τα Ελεγεία της Οξώπετρας („Die Elegien von Oxopetra“)
- 1991 griechisch Η ποδηλάτισσα („Die Fahradfahrerin“)
- 1995 griechisch Δυτικά της λύπης („Im Westen der Trauer“)
- 1998 griechisch Εκ του πλησίον

Prosa
- 1973 Der Maler Theophilos
- 1974 Offene Karten (Essays)
- 1976 Der Zauber von Papadiamandis
- 1979 Über Andreas Embirikos
- 1990 Das Öffentliche und das Private
- 1990 Private Straße

Übersetzungen
- 1973 Jean Giraudoux, Die Fee
- 1974 Bertolt Brecht, Der kaukasische Kreidekreis
- 1976 Zweite Niederschrift (Rimbaud, Lautréamont, Éluard, Jouve, Ungaretti, Lorca, Majakowski)
- 1984 Sappho
- 1985 Johannes, Die Apokalypse
- 1987 Krinagoras

## Übersetzungen ins Deutsche
- Körper des Sommers. Ausgewählte Gedichte. Neugriechisch und deutsch. Übertragung: Antigone Kasolea und Barbara Schlörb. Tschudy Verlag, St. Gallen 1960.
- Sieben nächtliche Siebenzeiler. Orion. Griechisch-Deutsch. Übertragen von Günter Dietz. J. G. Blaschke Verlag, Darmstadt 1966. Dass., Zweisprachige Ausgabe. Übertragen von Günter Dietz. 2. Auflage, Bläschke Verlag, St. Michael 1981.
- To Axion Esti – Gepriesen Sei. Übertragung und Nachwort von Günter Dietz. Claassen Verlag, Hamburg 1969. Dass., Zweisprachige Ausgabe. Aus dem Griechischen übersetzt und mit Nachworten versehen. Neu durchgesehen und bearbeitet von Günter Dietz. 4. Auflage, Elfenbein Verlag, Berlin 2012, ISBN 978-3-932245-36-7.
- Ausgewählte Gedichte. Griechisch-deutsch. Auswahl und Übertragung: Barbara Vierneisel-Schlörb und Antigone Kasolea. Nachwort: Hans Rudolf Hilty. Suhrkamp Verlag, Frankfurt/M. 1979.
- Lieder der Liebe. Neugriechisch und deutsch. Übertragen von Hans Eideneier. Mit acht Collagen des Autors. Bibliothek Suhrkamp; 745. Suhrkamp, Frankfurt a. M. 1981.
- Maria Nepheli. Ein szenisches Gedicht. Übertragung: Barbara Vierneisel-Schlörb unter Mitwirkung von Antigone Kasolea. Nachwort: Danae Coulmas. Suhrkamp, Frankfurt/M. 1981.
- Glänzender Tag, Muschel der Stimme. Hrsg. und Nachbemerkung: Thomas Nicolaou. Nachdichtungen: Günter Dietz, Thomas Nicolaou, Barbara Vierneisel-Schlörb und Antigone Kasolea. Verlag Volk und Welt, Berlin (DDR) 1982.
- Neue Gedichte. Griechisch-deutsch. Übertragung: Barbara Vierneisel-Schlörb unter Mitwirkung von Antigone Kasolea. Suhrkamp, Frankfurt/M. 1984.
- Tagebuch eines nichtgesehenen April. Deutsch-Griechisch. Mit fünf Collagen des Autors. Übertragen von Asteris Kutulas. Romiosini Verlag, Köln 1991.
- Der Duft des Mittagsmahls. Übertragen von Asteris Kutulas. Mit Illustrationen von Fränz Dasbourg. editions phi, Luxembourg 1993.
- Köder für Niemand. Mit Original-Illustrationen von Gottfried Bräunling und Fränz Dasbourg. Übertragen von Asteris und Ina Kutulas. editions phi, Echternach 1996.
- Oxópetra, Elegien, Westlich der Trauer. Späte Gedichte. Griechisch-deutsch. Übertragen von Barbara Vierneisel-Schlörb und anderen. Suhrkamp, Frankfurt am Main 2001.
- Die Träume. Wörter – Menschen – Orte. Mit einem Essay von Ioulita Iliopoulou. Aus dem Griechischen und mit einem Nachwort versehen von Günter Dietz. Elfenbein Verlag, Berlin 2004, ISBN 978-3-932245-58-9.[2][3][4][5][6]
- O Ilios O Iliatoras – Die Sonne die Sonnenherrscherin. Übersetzt und mit einem Anhang versehen von Günter Dietz und Maria Mavropoulou. Elfenbein Verlag, Berlin 2015, ISBN 978-3-941184-33-6.
- Aller Anfang ist Poesie – Essays zur Kultur und Lyrik. Übersetzung, Anmerkungen und Nachwort von Giorgis Fotopoulos. Aphaia Verlag, Berlin und München 2019, ISBN 978-3-946574-09-5.[7][8]

## Filmografie
- 1976: Mousiki vradya (Fernsehserie – Gedicht: Tou mikrou voria)
- 1979: O zografos Theofilos – Texte
- 2001: S’ agapo – M’ agapas (Fernsehserie – Gedicht: Ena to helidoni)